# استیو ریلزبک
استیو ریلزبک (انگلیسی: Steve Railsback؛ زادهٔ ۱۶ نوامبر ۱۹۴۵) هنرپیشه تئاتر، سینما و تلویزیون آمریکایی است. از فیلم‌هایی که وی در آن نقش داشته است می‌توان به قیچی، در خط آتش، بدل‌کار، مهمانان، نقطه گریز، مطرودین شیطان و آنجلا اشاره کرد.